# 韋拉 (伊利諾伊州)
韋拉（英語：Vera）是位於美國伊利諾伊州費耶特縣的一個非建制地區。該地的面積和人口皆未知。

## 地理
韋拉的座標為39°02′03″N 89°06′47″W / 39.03417°N 89.11306°W，而該地的平均海拔高度為170米（即558英尺）。